# Francisco Cases Andreu
Francisco Cases Andreu (23 d'octubre de 1944, Oriola, Alacant) és un sacerdot catòlic espanyol, bisbe auxiliar d'Oriola-Alacant, bisbe d'Albacete i bisbe de Canàries, successivament.

## Trajectòria
Fou secretari particular del bisbe d'Oriola-Alacant, Pablo Barrachina y Estevan des del novembre del 1967 fins a l'estiu del 1975. El 1977 obtingué la llicenciatura en teologia a la Pontifícia Universitat Gregoriana de Roma. El 1982, quan tornà de Roma, fou nomenat professor d'eclesiologia al Teologat Diocesà d'Alacant, alternant-ho amb la tasca de docent amb el càrrec de vicari a l'església parroquial de la Verge del Roser d'Alacant i delegat diocesà de joventut. El 1988 passà a ocupar el càrrec de rector de l'església parroquial de la Immaculada Concepció d'Alacant.
El 1990 fou nomenat vicari episcopal de la zona d'Alacant ciutat, i pocs mesos després rector del Teologat Diocesà.
El 22 de febrer del 1994 fou preconitzat per Joan Pau II com a bisbe titular de Timici(Algèria) i designat bisbe auxiliar de la Diòcesi d'Oriola-Alacant, a càrrec llavors de Francisco Álvarez Martínez.
El 10 d'abril del mateix any rebé l'ordenació episcopal a la seva ciutat natal, Oriola, a l'església del col·legi de Sant Domènec. El setembre del 1995, en prendre possessió Francisco Álvarez de la seu primada de Toledo, fou escollit provisionalment com a administrador diocesà per governar la diòcesi d'Oriola-Alacant.
Després d'uns mesos com a bisbe auxiliar de Victorio Oliver, que prengué possessió com a bisbe d'Oriola-Alacant el març del 1996, el 26 de juny del mateix any es feu públic el nomenament de Francisco Cases com a bisbe d'Albacete, on prengué possessió el 31 d'agost del 1996.
A la Conferència Episcopal Espanyola és membre de les comissions episcopals del seminari i universitat de la Doctrina de la Fe.

## Bisbe de la diòcesi de Canàries
El 26 de novembre de l'any 2005, dia de la dedicació de la  Santa Església Catedral Basílica de Canàries, va ser nomenat  bisbe de la diòcesi de Canàries (que engloba la província de Las Palmas) pel papa Benet XVI, passant a ocupar el número 68 a la llista dels pastors de la diòcesi de Canàries. El 27 de gener de 2006, va prendre possessió com a bisbe de la catedral de santa Anna.
El 2017 amb motiu de la polèmica desfermada al Carnaval de Las Palmas de Gran Canària per l'actuació d'una Drag Queen disfressada de Mare de Déu i amb una escena que presentava la Crucifixió de Crist i que va resultar guanyador del certamen, el bisbe Francesc Cases Andreu va assegurar que va lamentar més l'actuació de la Drag Queen que l'accident de Spanair de 2008. Aquestes declaracions van desfermar una altra gran polèmica per la qual cosa va haver de demanar perdó als familiars de les víctimes.